# 屈拉克
屈拉克（法語：Curac，法語發音：[kyʁak]）是法国夏朗德省的一个市镇，位于该省南部，属于昂古莱姆区。

## 地理
屈拉克（45°17'40"N, 0°1'33"E）面积4.92 平方千米，位于法国新阿基坦大区夏朗德省，该省份为法国西部内陆省份，北起德塞夫勒省和维埃纳省，东临上维埃纳省，东南至多尔多涅省，南至多爾多涅省，西接滨海夏朗德省。
与屈拉克接壤的市镇（或旧市镇、城区）包括：巴尔德纳克、布里苏沙莱、沙莱、伊维耶。

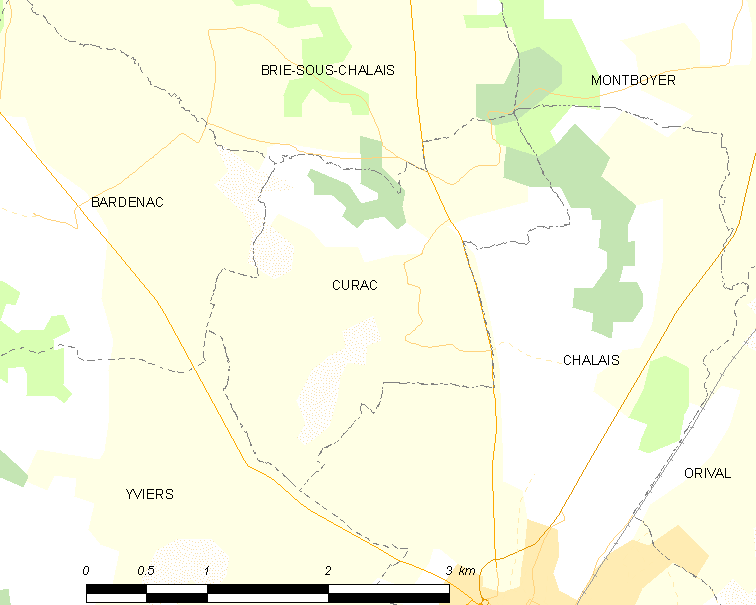
屈拉克的OSM定位图

屈拉克的时区为UTC+01:00、UTC+02:00（夏令时）。

## 行政
屈拉克的邮政编码为16210，INSEE市镇编码为16117。

## 政治
屈拉克所属的省级选区为蒂德-拉瓦莱特县。

## 人口

1962-2008年间屈拉克人口变化图示

屈拉克于2022年1月1日时的人口数量为116人。